# (31663) 1999 JG2
1999 JG2 (asteroide 31663) é um asteroide da cintura principal. Possui uma excentricidade de 0.07848980 e uma inclinação de 7.87999º.
Este asteroide foi descoberto no dia 8 de maio de 1999 por CSS em Catalina.